# Temple d'Apollon Sosianus
Pour les articles homonymes, voir Temple d'Apollon.
Ne doit pas être confondu avec Temple d'Apollon Palatin.

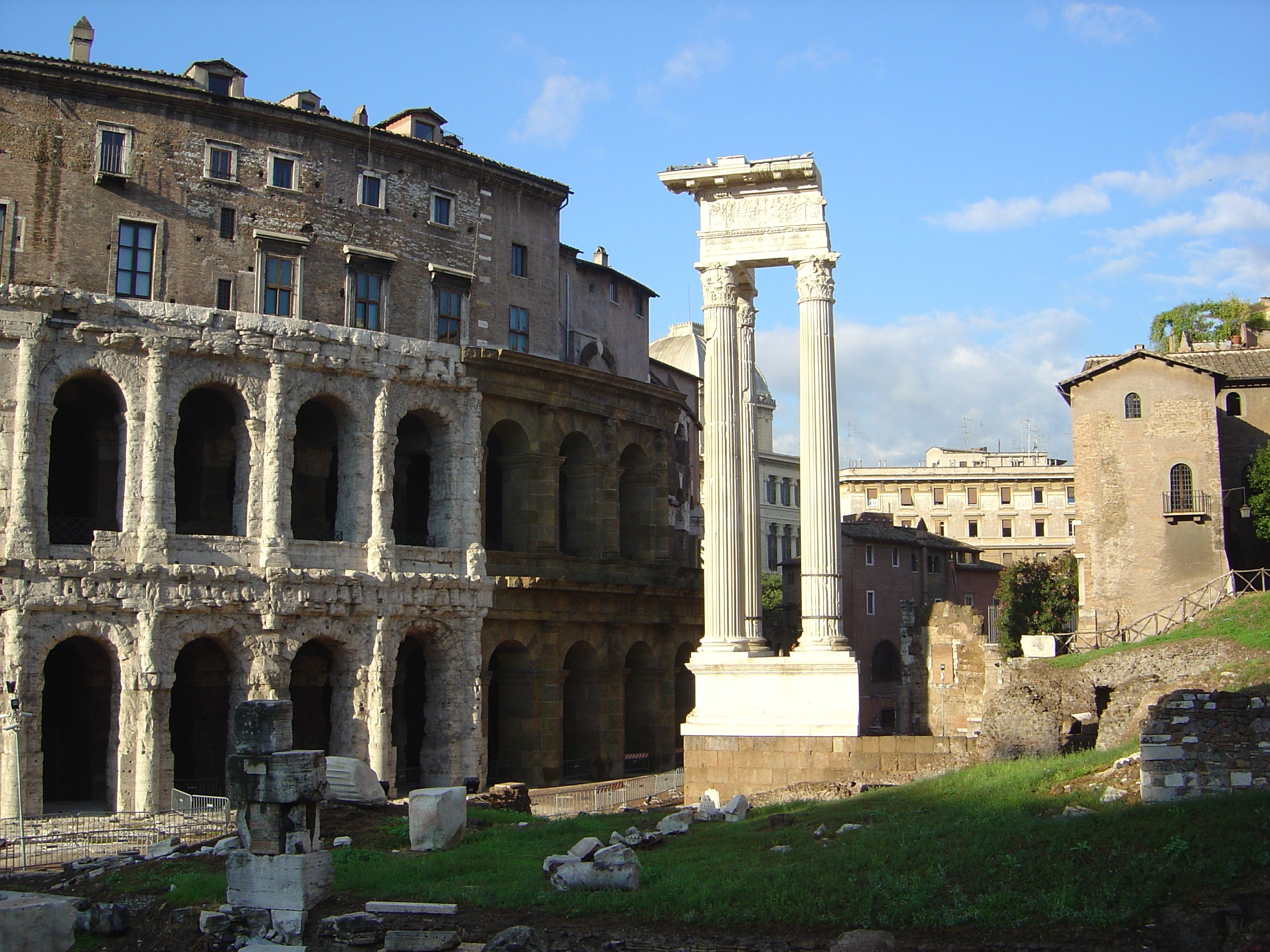
Les trois colonnes redressées du temple face aux arcades du théâtre de Marcellus.

Le temple d'Apollon Sosianus (en latin : Aedes ou Templum Apollinis in Circo) est le seul temple romain dédié à Apollon à Rome durant la République romaine. Peu avant l'avènement de l'Empire, Auguste fait construire un deuxième temple sur le Palatin.

## Localisation
Le temple est situé à proximité immédiate du théâtre de Marcellus, du temple de Bellone et du portique d'Octavie, sur le Champ de Mars, non loin du cirque Flaminius. Il est décrit comme étant situé extra portam Carmentalem inter forum holitorium et circum Flaminium (« à l'extérieur de la Porte Carmentale, entre le forum Holitorium et le cirque Flaminius ») ou in pratis Flaminiis (« sur les champs flaminiens »),. Il fait partie d'un complexe dynastique plus vaste conçu par Auguste, comprenant le théâtre de Marcellus, son neveu, et le portique d'Octavie, sa sœur, malgré un manque d'alignement de l'ensemble. Néanmoins, le théâtre a été construit de telle façon que l'axe de la valva regia correspond à l'axe du temple d'Apollon. Cette association d'un théâtre, d'un temple et d'un portique rappelle le complexe pompéien sur le Champ de Mars, réalisation architecturale monumentale qu'Auguste a peut-être voulu concurrencer.

## Histoire

### Sanctuaire archaïque d'Apollon
Le site du temple d'Apollon est occupé dès 449 av. J.-C. par un sanctuaire à ciel ouvert baptisé Apollinar, comprenant un bois sacré et un autel,, année durant laquelle les consuls y convoquent le Sénat,. La fondation de ce sanctuaire fait peut-être suite à l'introduction du culte d'Apollon à Rome par Tarquin le Superbe et l'ambassade, dont faisait partie Lucius Junius Brutus, qu'il a envoyée à Delphes selon la légende, et à l'arrivée des Livres sibyllins à Rome. Étant donné que le culte d'Apollon est étranger à Rome, le sanctuaire est placé hors des limites du pomœrium, tout près de la porte Carmentale, dans les Prés Flaminiens (Pratis Flaminiis). Le sanctuaire archaïque est peut-être associé à une source d'eau aux vertus curatives (Fons Apollinares) encore connue à l'époque de Frontin,.

### Premier temple d'Apollon
Le premier temple d'Apollon est voué en 433 av. J.-C. sur prescription des Livres sibyllins, alors que Rome est frappée par une épidémie (pestilentia). Après intervention des duumviri sacris faciundus, il est dédié le 13 juillet 431 av. J.-C. à Apollo Medicus (« Apollon guérisseur », protecteur contre les fièvres d'été et les épidémies) par le consul Cnaeus Iulius Mento pour la population romaine touchée par la maladie (pro valetudine populi),. Cette dédicace pourrait expliquer la localisation du temple, proche du Tibre, dont les eaux ont pu être utilisées durant les rites guérisseurs, et de la zone marécageuse, propice à la propagation des maladies.
Le temple est restauré et embelli en 353 av. J.-C. En 215 av. J.-C., Fabius Pictor, au retour de l'ambassade qu'il a menée à Delphes pour consulter la Pythie après le désastre de Cannes, dépose dans le temple sa couronne de laurier. Après leur création en 212 av. J.-C., le temple devient un des lieux associés à la célébration des jeux musicaux et scéniques des Ludi Apollinares. Ces jeux, créés « pour la victoire de Rome », deviennent annuels et sont célébrés à une date fixe, le 13 juillet, qui correspond au dies natalis du temple d'Apollon, préfigurant la transformation de l'Apollon guérisseur en Apollon victorieux et triomphateur.
Le temple est probablement de nouveau restauré, voire reconstruit, en 179 av. J.-C., à l'occasion des travaux lancés par les censeurs Marcus Aemilius Lepidus et Marcus Fulvius Nobilior qui comprennent la construction d'un portique près du temple et la construction d'un théâtre en bois. La structure du théâtre n'est pas connue mais il est possible qu'il ne s'agisse que d'une scène en bois et que les escaliers des temples alentour, dont le temple d'Apollon, servent de gradins. La situation du temple hors des limites du pomœrium en fait régulièrement un lieu de réunion du Sénat, surtout pour la réception d'ambassades étrangères et pour les débats concernant l'obtention d'un triomphe.

### La reconstruction de Caius Sosius
Entre 34 et 25 av. J.-C., le temple est entièrement reconstruit par Caius Sosius, un partisan d'Antoine, qui a commandé l'aile gauche de la flotte de ce dernier lors de la bataille d'Actium, à l'occasion d'un triomphe pour une victoire en Judée. Durant la même période, Octavien a voué un autre temple à Apollon et en a entrepris la construction sur le Palatin, près de sa résidence. Ces deux projets ont pu entrer en concurrence, Caius Sosius et Octavien étant d'abord des ennemis politiques jusqu'à leur réconciliation après la bataille d'Actium. En effet, Caius Sosius bénéficie de la clémence d'Octavien et intègre même le collège des quindecemviri sacris faciundis lors des jeux séculaires de 17 av. J.-C. La restauration du temple d'Apollon permet à Caius Sosius d'en tirer du prestige, mais également d'honorer Octavien puisque c'est dans ce même temple que sa mère Atia a déclaré qu'il avait été engendré par Apollon,. La nouvelle dédicace est d'ailleurs menée par Octavien lui-même,. Si c'est à partir de cette reconstruction que l'épithète Sosianus est attaché au nom du temple, son dies natalis est modifié afin de correspondre à la date anniversaire de la naissance d'Octave le 23 septembre.
Le temple est restauré par les préfets de la Ville Memmius Vitrasius Orfitus entre 357 et 359 apr. J.-C. et Anicius Acilius Glabrio entre 420 et 430 apr. J.-C.

## Description
| Plan du temple après la reconstruction de Caius Sosius. |

| Proposition de reconstitution du temple augustéen, perspective isométrique. |

| Proposition de reconstitution du temple augustéen, élévation principale. |

| Proposition de reconstitution du temple augustéen, élévation latérale. |

### Le temple républicain
Le premier temple d'Apollon est construit plusieurs mètres en avant du temple reconstruit par Caius Sosius. Il a probablement été définitivement détruit lors de la construction du théâtre de Marcellus. Des éléments du temple datant de la restauration de 179 av. J.-C. sont incorporés dans la structure du nouveau temple. La façade du nouveau temple a été reculée afin de libérer de l'espace pour la construction du théâtre de Marcellus.
Le temple républicain se dresse sur un plateau en blocs de tuf de Monteverde dont l'utilisation se développe à Rome à partir du IVe siècle av. J.-C., ce qui fait de ce temple un des premiers exemples d'utilisation de ce type de tuf. Le plateau est large de 21,45 mètres et long de 25,05 à 38,2 mètres. Selon Vitruve, qui évoque un temple d'Apollon et Diane (aedes Apollinis et Dianae), le temple est prostyle, tétrastyle et diastyle, avec deux colonnes latérales.

### LePerrirhanterion

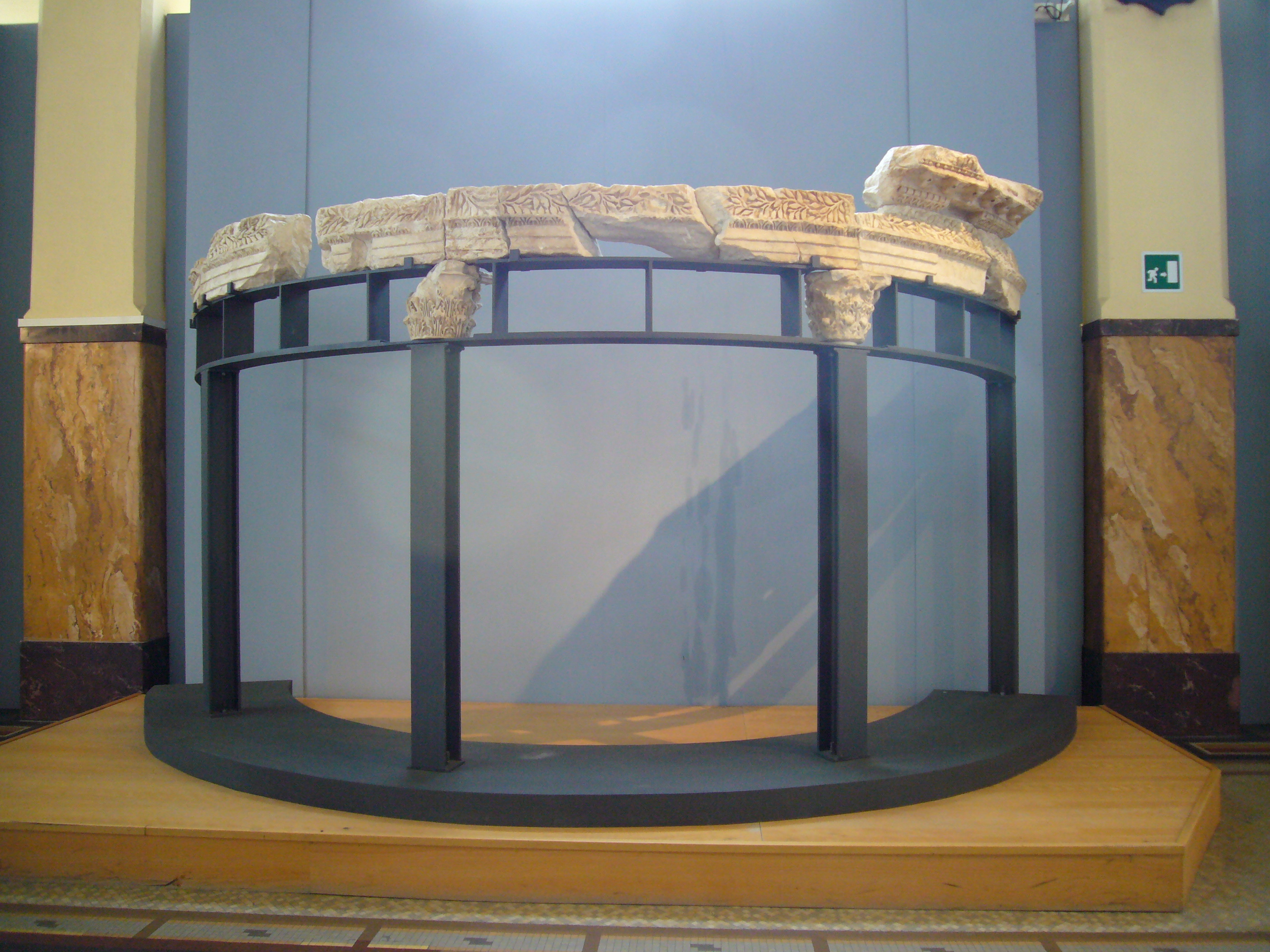
Reconstruction partielle du Perrirhanterion.

L'espace entre le temple et les arcades du théâtre est occupé par un petit monument circulaire monoptère corinthien baptisé Perrirhanterion. De quatre à cinq mètres de diamètre,, il est construit dans l'axe du temple, à un peu plus de deux mètres de sa façade. La frise est décorée de branches de laurier et de bucranes sur l'extérieur et de rinceaux sur l'intérieur.
Ce monument circulaire dont les fondations sont encore visibles a été construit au cours du Ier siècle au-dessus du bassin d'eau lustrale associé au premier temple d'Apollo Medicus.

### Le temple augustéen

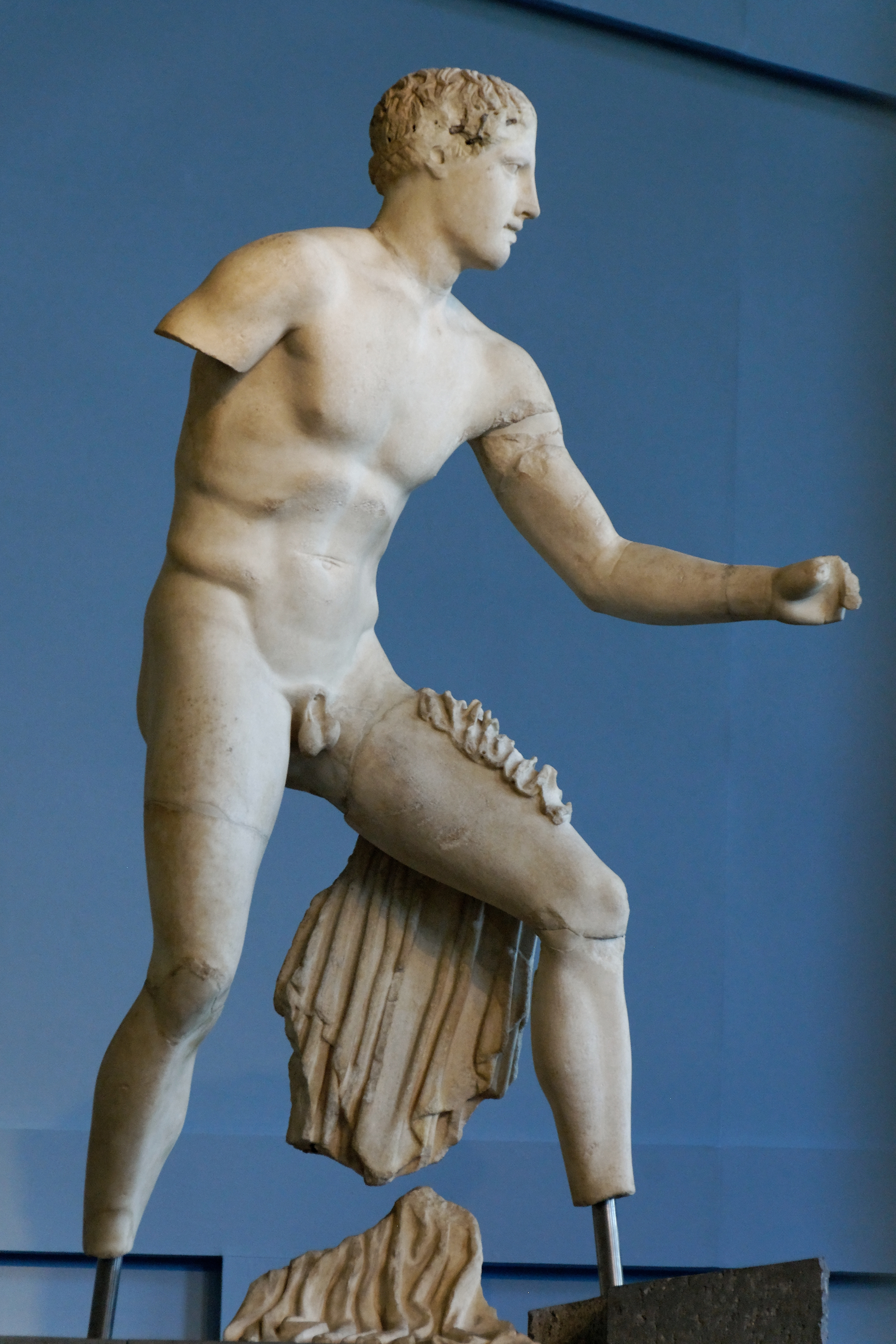
Thésée dans l'amazonomachie du tympan.

#### Le podium
Le podium du nouveau temple est fait de blocs de tuf recouverts de travertin, séparés par des espaces remplis de terre. Il mesure 5,5 mètres de haut, 21,32 mètres de large et 37 mètres de long. La proximité avec les arcades du théâtre de Marcellus, situées à seulement six mètres, n'a pas permis d'aménager l'escalier frontal habituel pour accéder au pronaos. Il a fallu adapter l'architecture du podium pour placer deux escaliers de chaque côté du temple, débouchant entre les premières colonnes latérales du pronaos.

#### Les colonnes
Le temple, revêtu de marbre blanc, est pseudo-périptère hexastyle et pycnostyle,. Les trois premières colonnes latérales sont entièrement dégagées mais les sept suivantes, en travertin recouvert de stuc, sont à demi-engagées dans les murs de la cella en blocs de tuf de l'Anio disposés en opus quadratum. Les trois colonnes visibles aujourd'hui ont été mises au jour à la fin des années 1920 et redressées en 1940 lors des fouilles menées par Antonio Maria Colini. D'ordre corinthien et en marbre de Carrare, elles mesurent un peu plus de 14 mètres de hauteur (12,5 mètres pour les fûts) et 1,47 mètre de diamètre à la base, soit un rapport de 10 pour 1 entre la hauteur et le diamètre. La largeur des cannelures de leurs fûts varie avec une alternance régulière de cannelures fines et de cannelures plus larges. Les bases des colonnes sont finement sculptées avec les tores portant des motifs en corde alternés avec des moulures soulignées par des rangs de perles. Les chapiteaux corinthiens sont ornés de tresses de laurier placées sous les volutes, plante consacrée à Apollon. Ils supportent un entablement avec une architrave à quatre bandes (au lieu de trois habituellement) et une frise ornée d'une guirlande supportant des branches de laurier et tendue entre des bucranes dont les orbites ont été taillées en forme de dauphins, et des candélabres sur trépieds.

#### Le fronton
Lors de la restauration de 353 av. J.-C. le tympan est orné du célèbre groupe des Niobides, dont le sujet est le châtiment divin subi par des enfants de Niobé, est supposé être un fragment de ce tympan. La sculpture, datée du Ve siècle av. J.-C., a certainement été prélevée sur un temple grec, peut-être le temple d'Apollon Daphnephoros d'Érétrie sur l'île d'Eubée,, et réemployée sur le fronton du temple d'Apollon de Rome,,. Lors de la reconstruction de l'époque augustéenne, le fronton, enfoncé sous un profond larmier au riche décor végétal, est orné d'une amazonomachie à laquelle assiste Athéna au centre. Les figures en ronde bosse, illustrent le combat entre les Amazones et des héros de la mythologie grecque dont Hercule et Thésée.  Ainsi disposé sur le temple d'Apollon, la scène semble être une célébration claire de la victoire d'Actium sur les forces d'Orient qui, comme les Amazones, sont dirigées par une reine, Cléopâtre,. Parmi les figures mâles, il est possible de reconnaître Hercule revêtu de sa peau de lion et un jeune homme, peut-être Thésée. Le jeune homme est représenté triomphant, portant une couronne dorée que lui a remis une victoire. Marc Antoine est peut-être représenté sous les traits d'Hercule, s'étant lui-même comparé par le passé au demi-dieu, à moins qu'il ne s'agisse d'Agrippa, le jeune homme triomphant étant assimilé à la fois à Octavien pour sa victoire à Actium et à la fois à Caius Sosius. Thésée pourrait être Marcellus qui a déjà été comparé au héros après ses victoires sur les Cantabres,. Du fait de la grande proximité entre le temple et les arcades du théâtre, la scène du tympan ne pouvait être vue dans son intégralité depuis le pied du temple. Le passant devait pouvoir l'observer plus en détail depuis les étages du théâtre.

#### La décoration intérieure
L'intérieur de la cella se compose d'un sol en opus sectile à trois motifs et d'une riche décoration architecturale organisée en deux étages d'ordre corinthien aux colonnes en marbre africain noir et rouge. L'entablement de l'étage inférieur est soutenu par des colonnes aux chapiteaux en marbre blanc figurant le trépied apollinien encadré de serpents. Ces derniers supportent un architrave à deux bandes et une haute frise où sont représentées une bataille de cavaliers romains contre des barbares, rappelant la victoire d'Octavien sur des tribus d'Illyrie en 29 av. J.-C., et une procession triomphale. Entre chaque colonne, des édicules muraux sont surmontés de frontons garnis de marbres colorés et alternativement triangulaires et courbes qui s'appuient sur des colonnes corinthiennes de marbres polychromes (giallo antico et pavonazzeto) aux fûts lisses. Les murs autour sont revêtus de marbres colorés et surmontés de corniches en stucs dorés et peints. Au-dessus, une deuxième rangée de colonnes corinthiennes aux fûts cannelés encadre des fenêtres rectangulaires. Une partie des décorations sculptées (ornamenta) restent à l'état d'ébauche, l'équipe de constructeurs ayant certainement été appelée sur le chantier de plus grande envergure du temple d'Apollon Palatin.
Selon Pline l'Ancien, l'intérieur du temple est un véritable musée,, abritant de nombreuses œuvres d'art comme des tableaux d'Aristides de Thèbes, des statues de Philiscos de Rhodes, l'Apollon à la cithare de Timarchidès et un groupe statuaire de Niobides, attribué durant l'Antiquité à Scopas ou Praxitèle mais cette attribution est aujourd'hui écartée.

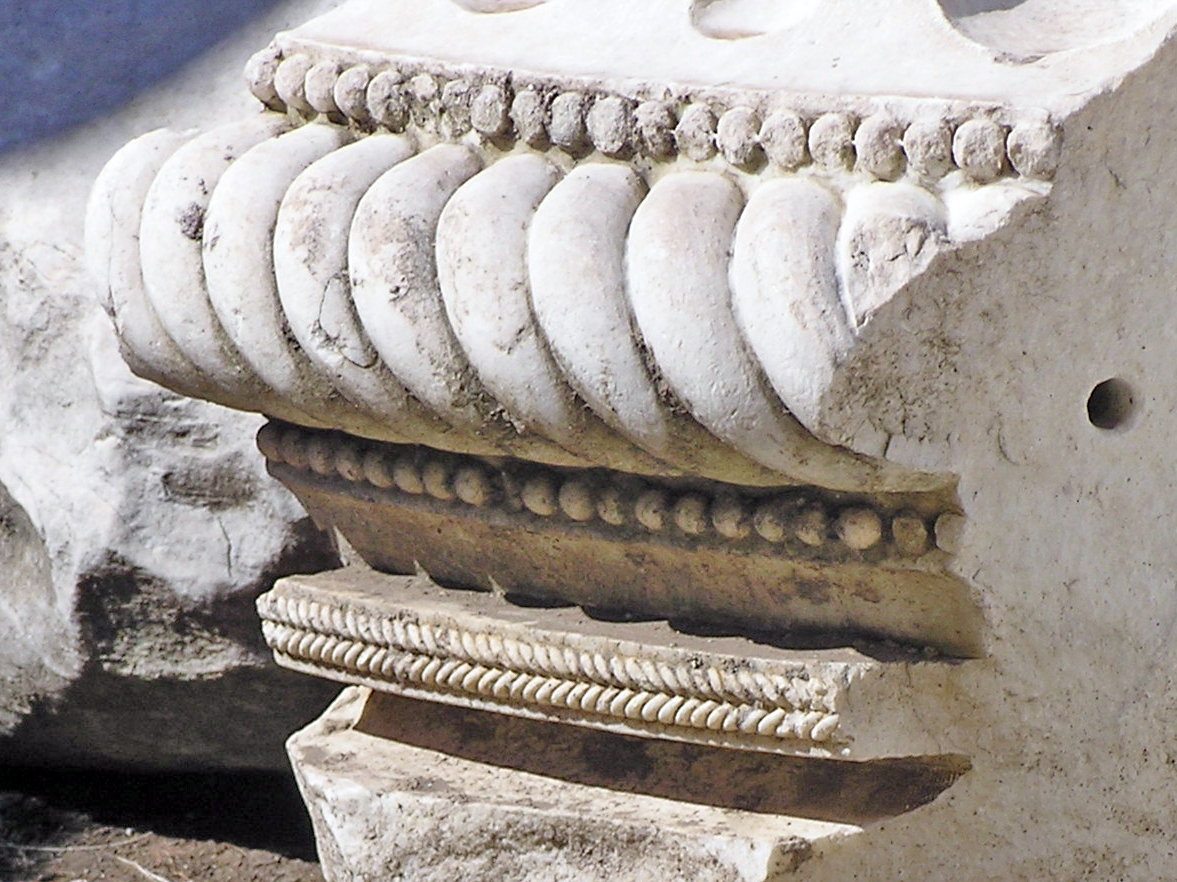
Détail de la base d'une colonne.
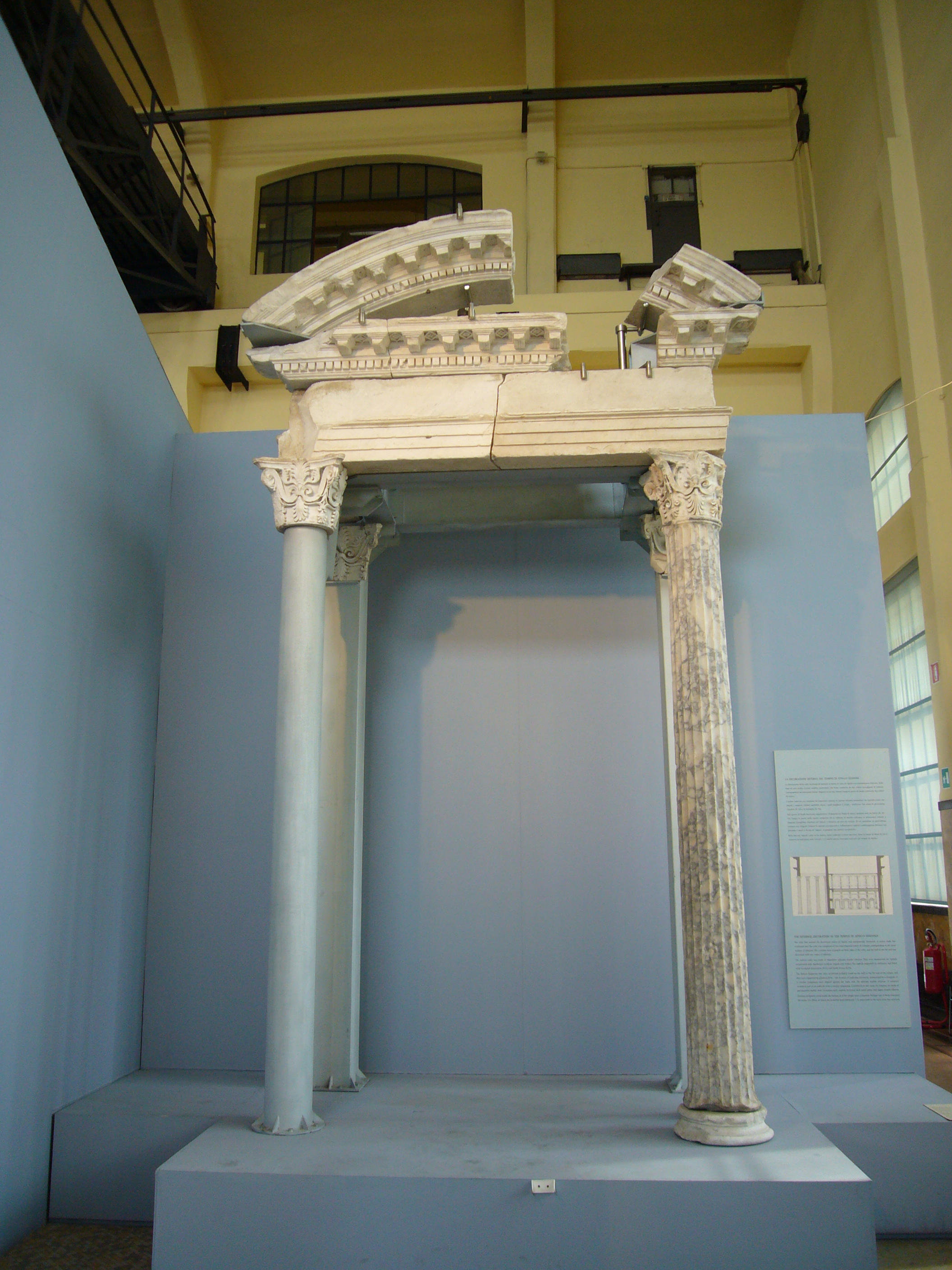
Édicule de la cella, Centrale Montemartini.

### Ouvrages généraux
- (en) Samuel Ball Platner et Thomas Ashby, A topographical dictionary of Ancient Rome, Londres, Oxford University Press, 1929, 608 p.
- Jean Gagé, Apollon romain, Paris, 1955
- André Chastagnol, « Le culte d'Apollon à Rome », Économies, Sociétés, Civilisations. 11e année, no 2,‎ 1956, p. 216-222 (lire en ligne)
- (en) Lawrence Richardson, A New Topographical Dictionary of Ancient Rome, Baltimore, (Md.), Johns Hopkins University Press, 1992, 488 p. (ISBN 0-8018-4300-6)
- (en) Thomas Habinek et Alessandro Schiesaro, The Roman Cultural Revolution, Cambridge University Press, 1997, 238 p.
- Nathalie De Chaisemartin, Rome. Paysage urbain et idéologie : Des Scipions à Hadrien (IIe s. av. J.-C. - IIe s. ap. J.-C.), Armand Colin, 2003, 270 p.
- Marie-José Kardos, Lexique de topographie romaine : Topographie de Rome II, Editions L'Harmattan, 2003, 392 p.
- (en) John W. Stamper, The architecture of roman temples : the Republic to the middle Empire, Cambridge, Cambridge University Press, 2005, 287 p. (ISBN 0-521-81068-X, lire en ligne)
- (en) Filippo Coarelli, Rome and environs : an archaeological guide, University of California Press, 2007, 555 p. (ISBN 978-0-520-07961-8, lire en ligne)
- (en) Elise A. Friedland et Melanie Grunow Sobocinski, The Oxford Handbook of Roman Sculpture, Oxford University Press, 2014, 728 p.

### Ouvrages sur le temple
- (it) Antonio Maria Colini, « Il Tempio di Apollo », Bulletino della Commissione archeologica comunale di Roma, vol. 68,‎ 1940, p. 9-40
- (it) Eugenio La Rocca, « La decorazione frontonale del tempio di Apollo Sosiano », Archeologia laziale, 2. Secondo incontro di studio del Comitato per l’archeologia laziale, Roma,‎ 1979, p. 75-76
- (it) Eugenio La Rocca, « Sculture frontonali del tempio di Apollo Sosiano : notizia preliminare », Bulletino Communale di Roma, no 87,‎ 1981, p. 57-73
- (it) Eugenio La Rocca, Amazzonomachia : le sculturi frontonali del tempio di Apollo Sosiano, 1985
- Eva Margareta Steinby (dir.), Lexicon Topographicum Urbis Romae : Volume Primo a Sesto, Edizioni Quasar, 1993-2000
  - (en) J. Aronen, « Fons Apollinares », dans LTUR : Volume Primo A - C, 1993, p. 257
  - (it) A. Viscogliosi, « Apollo, aedes in Circo », dans LTUR : Volume Primo A - C, 1993, p. 49-54
  - (it) E. La Rocca, « Perirrhanterion », dans LTUR : Volume Quarto P - S, 1999, p. 79-80
- (it) Alessandro Viscogliosi, Il tempio di Apollo in Circo e la formazione del linguaggio architettonico augusteo, L'Erma di Bretschneider, 1996, 242 p.
- Bruno Poulle, « Le théâtre de Marcellus et la sphère », Mélanges de l'École française de Rome. Antiquité, t. 111, no 1,‎ 1999, p. 257-272
- (it) Marco Di Mauro, « Il tempio di Apollo Medico a Roma, croce degli archeologi », Bollettino Telematico dell'Arte, no 301,‎ juin 2002 (lire en ligne)
- (en) John F. Miller, « Apollo Medicus in the Augustan Age », The Classical Association of the Middle West and South, Université de Virginie,‎ 2006 (lire en ligne)
- (it) Marco Bianchini, « Le sostruzioni del tempio di Apollo Sosiano e del portico adiacente », Mélanges de l'École française de Rome - Antiquité, nos 122-2,‎ 2010, p. 525-548 (lire en ligne)
- (it) Massimo Vitti, « Note di topografia sull’area del Teatro di Marcello », Mélanges de l'École française de Rome - Antiquité, nos 122-2,‎ 2010 (lire en ligne)
- (fr) Karolina Kaderka, Les décors tympanaux des temples de Rome, Bordeaux : Ausonius (coll. « Mémoires », n° 52), 2018, p. 103-131